# Élections législatives de 1988 dans le Val-de-Marne
Les élections législatives françaises de 1988 se déroulent les 5 juin 1988 et 12 juin 1988. Dans le département du Val-de-Marne, douze députés sont à élire dans le cadre de douze circonscriptions.

## Élus
| Circonscription | Député sortant        | Parti                 | Parti                 | Député élu ou réélu         | Parti | Parti     |
| --------------- | --------------------- | --------------------- | --------------------- | --------------------------- | ----- | --------- |
| 1re             | Scrutin proportionnel | Scrutin proportionnel | Scrutin proportionnel | Christiane Papon            |       | RPR       |
| 2e              | Scrutin proportionnel | Scrutin proportionnel | Scrutin proportionnel | Laurent Cathala             |       | PS        |
| 3e              | Scrutin proportionnel | Scrutin proportionnel | Scrutin proportionnel | Roger-Gérard Schwartzenberg |       | MRG       |
| 4e              | Scrutin proportionnel | Scrutin proportionnel | Scrutin proportionnel | Jean-Jacques Jégou          |       | UDF (CDS) |
| 5e              | Scrutin proportionnel | Scrutin proportionnel | Scrutin proportionnel | Michel Giraud               |       | RPR       |
| 6e              | Scrutin proportionnel | Scrutin proportionnel | Scrutin proportionnel | Robert-André Vivien         |       | RPR       |
| 7e              | Scrutin proportionnel | Scrutin proportionnel | Scrutin proportionnel | Roland Nungesser            |       | RPR       |
| 8e              | Scrutin proportionnel | Scrutin proportionnel | Scrutin proportionnel | Alain Griotteray            |       | UDF (PR)  |
| 9e              | Scrutin proportionnel | Scrutin proportionnel | Scrutin proportionnel | René Rouquet                |       | PS        |
| 10e             | Scrutin proportionnel | Scrutin proportionnel | Scrutin proportionnel | Jean-Claude Lefort          |       | PCF       |
| 11e             | Scrutin proportionnel | Scrutin proportionnel | Scrutin proportionnel | Georges Marchais            |       | PCF       |
| 12e             | Scrutin proportionnel | Scrutin proportionnel | Scrutin proportionnel | Pierre Tabanou              |       | PS        |

## Positionnement des partis
L'UDF et le RPR se présentent unis sous l'étiquette « Union du Rassemblement et du Centre » tandis que les candidats du Parti socialiste se rangent sous la bannière de la « Majorité présidentielle pour la France unie », slogan de la campagne présidentielle de François Mitterrand.

## Résultats

### Résultats à l'échelle du département
| Parti                 | Parti                               | Premier tour | Premier tour | Second tour | Second tour | Sièges |
| Parti                 | Parti                               | Voix         | %            | Voix        | %           | Sièges |
| --------------------- | ----------------------------------- | ------------ | ------------ | ----------- | ----------- | ------ |
|                       | Rassemblement pour la République    | 112 547      | 25,82        | 148 899     | 35,11       | 4      |
|                       | Union pour la démocratie française  | 36 231       | 8,31         | 40 346      | 9,51        | 2      |
|                       | Divers droite                       | 1 071        | 0,25         |             |             | 0      |
|                       | Union du Rassemblement et du Centre | 149 849      | 34,38        | 189 245     | 44,63       | 6      |
|                       |                                     |              |              |             |             |        |
|                       | Parti socialiste                    | 122 073      | 28,01        | 164 669     | 38,82       | 3      |
|                       | Mouvement des radicaux de gauche    | 12 944       | 2,97         | 22 563      | 5,32        | 1      |
|                       | La France Unie                      | 135 017      | 30,98        | 187 232     | 44,15       | 4      |
|                       |                                     |              |              |             |             |        |
|                       | Parti communiste français           | 86 061       | 19,75        | 47 701      | 11,25       | 2      |
|                       | Front national                      | 43 705       | 10,03        |             |             | 0      |
|                       | Divers écologiste                   | 12 824       | 2,94         | 0           |             |        |
|                       | Extrême droite dont POE             | 5 708        | 1,31         | 0           |             |        |
|                       | Extrême gauche                      | 2 672        | 0,61         | 0           |             |        |
|                       |                                     |              |              |             |             |        |
| Inscrits              | Inscrits                            | 700 745      | 100,00       | 700 705     | 100,00      | 12     |
| Abstentions           | Abstentions                         | 259 613      | 37,05        | 253 141     | 36,13       |        |
| Votants               | Votants                             | 441 132      | 62,95        | 447 564     | 63,87       |        |
| Blancs et nuls        | Blancs et nuls                      | 5 296        | 1,2          | 23 486      | 5,25        |        |
| Exprimés              | Exprimés                            | 435 836      | 98,8         | 424 078     | 94,75       |        |
| Source : Data.gouv.fr |                                     |              |              |             |             |        |

### Résultats par circonscription

#### Première circonscription (Saint-Maur-des-Fossés)
| Candidat       | Candidat                         | Parti             | Premier tour | Premier tour | Second tour | Second tour |  |
| Candidat       | Candidat                         | Parti             | Voix         | %            | Voix        | %           |  |
| -------------- | -------------------------------- | ----------------- | ------------ | ------------ | ----------- | ----------- |  |
|                | Christiane Papon sortante réélue | RPR (URC)         | 13 839       | 41,87        | 19 856      | 56,39       |  |
|                | André Maurin                     | PS                | 9 485        | 28,7         | 15 356      | 43,61       |  |
|                | Michel Gobicchi                  | FN                | 4 239        | 12,82        |             |             |  |
|                | Bernard Ywanne                   | PCF               | 3 784        | 11,45        |             |             |  |
|                | Brigitte Laporte                 | Divers écologiste | 1 618        | 4,9          |             |             |  |
|                | Christian Gadet                  | POE               | 89           | 0,27         |             |             |  |
|                |                                  |                   |              |              |             |             |  |
| Inscrits       | Inscrits                         | Inscrits          | 52 926       | 100,00       | 52 921      | 100,00      |  |
| Abstentions    | Abstentions                      | Abstentions       | 19 510       | 36,86        | 16 819      | 31,78       |  |
| Votants        | Votants                          | Votants           | 33 416       | 63,14        | 36 102      | 68,22       |  |
| Blancs et nuls | Blancs et nuls                   | Blancs et nuls    | 362          | 1,08         | 890         | 2,47        |  |
| Exprimés       | Exprimés                         | Exprimés          | 33 054       | 98,92        | 35 212      | 97,53       |  |

#### Deuxième circonscription (Créteil)
| Candidat       | Candidat                      | Parti          | Premier tour | Premier tour | Second tour | Second tour |  |
| Candidat       | Candidat                      | Parti          | Voix         | %            | Voix        | %           |  |
| -------------- | ----------------------------- | -------------- | ------------ | ------------ | ----------- | ----------- |  |
|                | Laurent Cathala sortant réélu | PS             | 16 011       | 43,77        | 24 385      | 65,00       |  |
|                | Michel Guillou                | RPR (URC)      | 8 542        | 23,35        | 13 075      | 35,00       |  |
|                | Hélène Luc                    | PCF            | 7 149        | 19,54        |             |             |  |
|                | Guy Gaubert                   | FN             | 4 199        | 11,48        |             |             |  |
|                | Catherine Calmet              | Extrême gauche | 514          | 1,41         |             |             |  |
|                | Anne-Marie Fringant           | POE            | 163          | 0,45         |             |             |  |
|                |                               |                |              |              |             |             |  |
| Inscrits       | Inscrits                      | Inscrits       | 61 085       | 100,00       | 61 081      | 100,00      |  |
| Abstentions    | Abstentions                   | Abstentions    | 24 059       | 39,39        | 22 542      | 36,91       |  |
| Votants        | Votants                       | Votants        | 37 026       | 60,61        | 38 539      | 63,09       |  |
| Blancs et nuls | Blancs et nuls                | Blancs et nuls | 448          | 1,21         | 1 179       | 3,06        |  |
| Exprimés       | Exprimés                      | Exprimés       | 36 578       | 98,79        | 37 360      | 96,94       |  |

#### Troisième circonscription (Villeneuve-Saint-Georges)
| Candidat       | Candidat                                  | Parti                      | Premier tour | Premier tour | Second tour | Second tour |  |
| Candidat       | Candidat                                  | Parti                      | Voix         | %            | Voix        | %           |  |
| -------------- | ----------------------------------------- | -------------------------- | ------------ | ------------ | ----------- | ----------- |  |
|                | Roger-Gérard Schwartzenberg sortant réélu | PRG                        | 12 944       | 33,5         | 22 563      | 54,76       |  |
|                | Michel Mignard                            | RPR (URC)                  | 11 187       | 28,95        | 18 640      | 45,24       |  |
|                | Pierre Martin                             | PCF                        | 6 914        | 17,89        |             |             |  |
|                | Michel Viot                               | FN                         | 4 569        | 11,82        |             |             |  |
|                | André Faurie-Laplagne                     | Divers écologiste          | 1 266        | 3,28         |             |             |  |
|                | Jacques Chrétien                          | Divers gauche (Maj. prés.) | 1 071        | 2,77         |             |             |  |
|                | Jean-Pierre Girault                       | Extrême gauche             | 576          | 1,49         |             |             |  |
|                | Monique Jachinski                         | POE                        | 117          | 0,3          |             |             |  |
|                |                                           |                            |              |              |             |             |  |
| Inscrits       | Inscrits                                  | Inscrits                   | 63 600       | 100,00       | 63 588      | 100,00      |  |
| Abstentions    | Abstentions                               | Abstentions                | 24 463       | 38,46        | 21 245      | 33,41       |  |
| Votants        | Votants                                   | Votants                    | 39 137       | 61,54        | 42 343      | 66,59       |  |
| Blancs et nuls | Blancs et nuls                            | Blancs et nuls             | 493          | 1,26         | 1 140       | 2,69        |  |
| Exprimés       | Exprimés                                  | Exprimés                   | 38 644       | 98,74        | 41 203      | 97,31       |  |

#### Quatrième circonscription (Sucy-en-Brie)
| Candidat       | Candidat                         | Parti           | Premier tour | Premier tour | Second tour | Second tour |  |
| Candidat       | Candidat                         | Parti           | Voix         | %            | Voix        | %           |  |
| -------------- | -------------------------------- | --------------- | ------------ | ------------ | ----------- | ----------- |  |
|                | Jean-Jacques Jégou sortant réélu | UDF (CDS) (URC) | 14 391       | 39,06        | 20 969      | 52,45       |  |
|                | Serge Delaporte                  | PS              | 12 745       | 34,59        | 19 007      | 47,55       |  |
|                | Jean-Pierre Schénardi            | FN              | 5 378        | 14,6         |             |             |  |
|                | Jean-Jacques Hédouin             | PCF             | 3 425        | 9,3          |             |             |  |
|                | Josette Sauvage                  | Extrême gauche  | 905          | 2,46         |             |             |  |
|                |                                  |                 |              |              |             |             |  |
| Inscrits       | Inscrits                         | Inscrits        | 57 761       | 100,00       | 57 757      | 100,00      |  |
| Abstentions    | Abstentions                      | Abstentions     | 20 319       | 35,18        | 16 837      | 29,15       |  |
| Votants        | Votants                          | Votants         | 37 442       | 64,82        | 40 920      | 70,85       |  |
| Blancs et nuls | Blancs et nuls                   | Blancs et nuls  | 598          | 1,6          | 944         | 2,31        |  |
| Exprimés       | Exprimés                         | Exprimés        | 36 844       | 98,4         | 39 976      | 97,69       |  |

#### Cinquième circonscription (Champigny-sur-Marne)
| Candidat       | Candidat                    | Parti          | Premier tour | Premier tour | Second tour | Second tour |  |
| Candidat       | Candidat                    | Parti          | Voix         | %            | Voix        | %           |  |
| -------------- | --------------------------- | -------------- | ------------ | ------------ | ----------- | ----------- |  |
|                | Michel Giraud sortant réélu | RPR (URC)      | 15 489       | 43,31        | 20 325      | 54,7        |  |
|                | Paulette Nevoux sortante    | PS             | 9 219        | 25,78        | 16 833      | 45,3        |  |
|                | Jean-Louis Bargero          | PCF            | 7 341        | 20,53        | Retrait     | Retrait     |  |
|                | Jean Luciani                | FN             | 3 582        | 10,02        |             |             |  |
|                | Agnès Le Houelleur          | POE            | 131          | 0,37         |             |             |  |
|                | Pierre Monnier              | Divers droite  | 0            | 0            |             |             |  |
|                |                             |                |              |              |             |             |  |
| Inscrits       | Inscrits                    | Inscrits       | 58 706       | 100,00       | 58 706      | 100,00      |  |
| Abstentions    | Abstentions                 | Abstentions    | 22 342       | 38,06        | 20 719      | 35,29       |  |
| Votants        | Votants                     | Votants        | 36 364       | 61,94        | 37 987      | 64,71       |  |
| Blancs et nuls | Blancs et nuls              | Blancs et nuls | 602          | 1,66         | 829         | 2,18        |  |
| Exprimés       | Exprimés                    | Exprimés       | 35 762       | 98,34        | 37 158      | 97,82       |  |

#### Sixième circonscription (Vincennes)
| Candidat       | Candidat                          | Parti             | Premier tour | Premier tour | Second tour | Second tour |  |
| Candidat       | Candidat                          | Parti             | Voix         | %            | Voix        | %           |  |
| -------------- | --------------------------------- | ----------------- | ------------ | ------------ | ----------- | ----------- |  |
|                | Robert-André Vivien sortant réélu | RPR (URC)         | 20 552       | 44,37        | 26 870      | 57,48       |  |
|                | Jean-François Collet              | PS                | 10 123       | 21,86        | 19 880      | 42,52       |  |
|                | Louis Bayeurte                    | PCF               | 9 080        | 19,6         |             |             |  |
|                | Jean Lamouche                     | FN                | 4 518        | 9,75         |             |             |  |
|                | Michel Carré                      | Divers écologiste | 1 972        | 4,26         |             |             |  |
|                | Marie Turotte                     | POE               | 72           | 0,16         |             |             |  |
|                |                                   |                   |              |              |             |             |  |
| Inscrits       | Inscrits                          | Inscrits          | 75 621       | 100,00       | 75 621      | 100,00      |  |
| Abstentions    | Abstentions                       | Abstentions       | 28 947       | 38,28        | 27 710      | 36,64       |  |
| Votants        | Votants                           | Votants           | 46 674       | 61,72        | 47 911      | 63,36       |  |
| Blancs et nuls | Blancs et nuls                    | Blancs et nuls    | 357          | 0,76         | 1 161       | 2,42        |  |
| Exprimés       | Exprimés                          | Exprimés          | 46 317       | 99,24        | 46 750      | 97,58       |  |

#### Septième  circonscription (Nogent-sur-Marne)
| Candidat       | Candidat                       | Parti             | Premier tour | Premier tour | Second tour | Second tour |  |
| Candidat       | Candidat                       | Parti             | Voix         | %            | Voix        | %           |  |
| -------------- | ------------------------------ | ----------------- | ------------ | ------------ | ----------- | ----------- |  |
|                | Roland Nungesser sortant réélu | RPR (URC)         | 16 824       | 48,64        | 11 372      | 60,08       |  |
|                | Henri Morel                    | PS                | 8 690        | 25,12        | 14 199      | 39,92       |  |
|                | Guy Poussy                     | PCF               | 3 838        | 11,1         |             |             |  |
|                | Charles Garcelon               | FN                | 3 541        | 10,24        |             |             |  |
|                | Michèle Perrigueux             | Divers écologiste | 1 618        | 4,68         |             |             |  |
|                | Simone Jezo                    | POE               | 77           | 0,22         |             |             |  |
|                |                                |                   |              |              |             |             |  |
| Inscrits       | Inscrits                       | Inscrits          | 53 823       | 100,00       | 53 825      | 100,00      |  |
| Abstentions    | Abstentions                    | Abstentions       | 18 930       | 35,17        | 17 453      | 32,43       |  |
| Votants        | Votants                        | Votants           | 34 893       | 64,83        | 36 372      | 67,57       |  |
| Blancs et nuls | Blancs et nuls                 | Blancs et nuls    | 305          | 0,87         | 801         | 2,2         |  |
| Exprimés       | Exprimés                       | Exprimés          | 34 588       | 99,13        | 35 571      | 97,8        |  |

#### Huitième circonscription (Maisons-Alfort)
| Candidat       | Candidat                       | Parti          | Premier tour | Premier tour | Second tour | Second tour |  |
| Candidat       | Candidat                       | Parti          | Voix         | %            | Voix        | %           |  |
| -------------- | ------------------------------ | -------------- | ------------ | ------------ | ----------- | ----------- |  |
|                | Alain Griotteray sortant réélu | UDF (PR) (URC) | 15 312       | 45,99        | 19 377      | 55,75       |  |
|                | Claude Muller                  | PS             | 11 342       | 34,07        | 15 378      | 44,25       |  |
|                | Jean-François Ferrand          | FN             | 3 999        | 12,01        |             |             |  |
|                | Charles Lederman               | PCF            | 2 367        | 7,11         |             |             |  |
|                | Fernande Chambon               | POE            | 274          | 0,82         |             |             |  |
|                |                                |                |              |              |             |             |  |
| Inscrits       | Inscrits                       | Inscrits       | 51 588       | 100,00       | 51 588      | 100,00      |  |
| Abstentions    | Abstentions                    | Abstentions    | 17 823       | 34,55        | 16 119      | 31,25       |  |
| Votants        | Votants                        | Votants        | 33 765       | 65,45        | 35 469      | 68,75       |  |
| Blancs et nuls | Blancs et nuls                 | Blancs et nuls | 471          | 1,39         | 714         | 2,01        |  |
| Exprimés       | Exprimés                       | Exprimés       | 33 294       | 98,61        | 34 755      | 97,99       |  |

#### Neuvième circonscription (Vitry-sur-Seine)
| Candidat       | Candidat             | Parti             | Premier tour | Premier tour | Second tour | Second tour |  |
| Candidat       | Candidat             | Parti             | Voix         | %            | Voix        | %           |  |
| -------------- | -------------------- | ----------------- | ------------ | ------------ | ----------- | ----------- |  |
|                | René Rouquet élu     | PS                | 11 708       | 38,47        | 18 643      | 100,00      |  |
|                | Paul Mercieca        | PCF               | 8 287        | 27,23        | Retrait     | Retrait     |  |
|                | Fernand Saal         | UDF (PR) (URC)    | 5 223        | 17,16        |             |             |  |
|                | Jean-Pascal Doche    | FN                | 3 779        | 12,42        |             |             |  |
|                | Gérard Massip        | Divers écologiste | 1 342        | 4,41         |             |             |  |
|                | Marguerite Labastire | POE               | 95           | 0,31         |             |             |  |
|                |                      |                   |              |              |             |             |  |
| Inscrits       | Inscrits             | Inscrits          | 52 441       | 100,00       | 52 433      | 100,00      |  |
| Abstentions    | Abstentions          | Abstentions       | 21 514       | 41,03        | 27 809      | 53,04       |  |
| Votants        | Votants              | Votants           | 30 927       | 58,97        | 24 624      | 46,96       |  |
| Blancs et nuls | Blancs et nuls       | Blancs et nuls    | 493          | 1,59         | 5 981       | 24,29       |  |
| Exprimés       | Exprimés             | Exprimés          | 30 434       | 98,41        | 18 643      | 75,71       |  |

#### Dixième circonscription (Ivry-sur-Seine)
| Candidat       | Candidat               | Parti             | Premier tour | Premier tour | Second tour | Second tour |  |
| Candidat       | Candidat               | Parti             | Voix         | %            | Voix        | %           |  |
| -------------- | ---------------------- | ----------------- | ------------ | ------------ | ----------- | ----------- |  |
|                | Jean-Claude Lefort élu | PCF               | 13 651       | 37,01        | 24 809      | 100,00      |  |
|                | Jean-Luc Laurent       | PS                | 9 540        | 25,87        | Retrait     | Retrait     |  |
|                | Claudine Décimo        | RPR (URC)         | 6 441        | 17,46        |             |             |  |
|                | Christian Le Scornec   | FN                | 3 666        | 9,94         |             |             |  |
|                | Janine Mielle          | Divers écologiste | 1 481        | 4,02         |             |             |  |
|                | Jean-Claude Denne      | diss. UDF         | 1 305        | 3,54         |             |             |  |
|                | Christian Brett        | LCR               | 677          | 1,84         |             |             |  |
|                | Bernard Gaudio         | POE               | 121          | 0,33         |             |             |  |
|                |                        |                   |              |              |             |             |  |
| Inscrits       | Inscrits               | Inscrits          | 59 240       | 100,00       | 59 237      | 100,00      |  |
| Abstentions    | Abstentions            | Abstentions       | 21 928       | 37,02        | 27 455      | 46,35       |  |
| Votants        | Votants                | Votants           | 37 312       | 62,98        | 31 782      | 53,65       |  |
| Blancs et nuls | Blancs et nuls         | Blancs et nuls    | 430          | 1,15         | 6 973       | 21,94       |  |
| Exprimés       | Exprimés               | Exprimés          | 36 882       | 98,85        | 24 809      | 78,06       |  |

#### Onzième circonscription (Villejuif)
| Candidat       | Candidat                          | Parti             | Premier tour | Premier tour | Second tour | Second tour |  |
| Candidat       | Candidat                          | Parti             | Voix         | %            | Voix        | %           |  |
| -------------- | --------------------------------- | ----------------- | ------------ | ------------ | ----------- | ----------- |  |
|                | Georges Marchais sortant réélu    | PCF               | 14 294       | 38,97        | 22 892      | 65,74       |  |
|                | Pierre Zémor                      | PS                | 9 950        | 27,13        | Retrait     | Retrait     |  |
|                | Serge Dubreuil                    | RPR (URC)         | 7 792        | 21,24        | 11 929      | 34,26       |  |
|                | Alain Barraud                     | FN                | 3 223        | 8,79         |             |             |  |
|                | Daniel Monaury                    | Divers écologiste | 1 276        | 3,48         |             |             |  |
|                | Michel Chouasne                   | Divers écologiste | 142          | 0,39         |             |             |  |
|                | Françoise Passerat de La Chapelle | POE               | 0            | 0            |             |             |  |
|                |                                   |                   |              |              |             |             |  |
| Inscrits       | Inscrits                          | Inscrits          | 56 899       | 100,00       | 56 899      | 100,00      |  |
| Abstentions    | Abstentions                       | Abstentions       | 19 816       | 34,83        | 20 125      | 35,37       |  |
| Votants        | Votants                           | Votants           | 37 083       | 65,17        | 36 774      | 64,63       |  |
| Blancs et nuls | Blancs et nuls                    | Blancs et nuls    | 406          | 1,09         | 1 953       | 5,31        |  |
| Exprimés       | Exprimés                          | Exprimés          | 36 677       | 98,91        | 34 821      | 94,69       |  |

#### Douzième circonscription (L'Haÿ-les-Roses)
| Candidat       | Candidat            | Parti             | Premier tour | Premier tour | Second tour | Second tour |  |
| Candidat       | Candidat            | Parti             | Voix         | %            | Voix        | %           |  |
| -------------- | ------------------- | ----------------- | ------------ | ------------ | ----------- | ----------- |  |
|                | Pierre Tabanou élu  | PS                | 13 260       | 36,07        | 20 988      | 55,49       |  |
|                | Richard Dell'Agnola | RPR (URC)         | 11 881       | 32,32        | 16 832      | 44,51       |  |
|                | Guy Pettenati       | PCF               | 5 931        | 16,13        |             |             |  |
|                | Jean-Louis Welter   | FN                | 3 581        | 9,74         |             |             |  |
|                | Jack Menant         | Divers écologiste | 2 109        | 5,74         |             |             |  |
|                |                     |                   |              |              |             |             |  |
| Inscrits       | Inscrits            | Inscrits          | 57 055       | 100,00       | 57 049      | 100,00      |  |
| Abstentions    | Abstentions         | Abstentions       | 19 962       | 34,99        | 18 308      | 32,09       |  |
| Votants        | Votants             | Votants           | 37 093       | 65,01        | 38 741      | 67,91       |  |
| Blancs et nuls | Blancs et nuls      | Blancs et nuls    | 331          | 0,89         | 921         | 2,38        |  |
| Exprimés       | Exprimés            | Exprimés          | 36 762       | 99,11        | 37 820      | 97,62       |  |